# Compsomelissa stigma
Compsomelissa stigma là một loài Hymenoptera trong họ Apidae. Loài này được Strand mô tả khoa học năm 1915.